# 圣弗拉茹
圣弗拉茹（法語：Saint-Frajou，法語發音：[sɛ̃ fʁaʒu]）是法国上加龙省的一个市镇，属于圣戈当区。

## 地理
圣弗拉茹（43°20'1"N, 0°50'57"E）面积16.61 平方千米，位于法国奧克西塔尼大區上加龙省，该省份为法国西南部内陆省份，西南端与西班牙接壤，自此顺时针与上比利牛斯省、热尔省、塔恩-加龙省、塔恩省、奥德省和阿列日省接壤。
与圣弗拉茹接壤的市镇（或旧市镇、城区）包括：利勒昂多东、阿南、库埃耶、法巴、圣洛朗、萨莱尔姆。

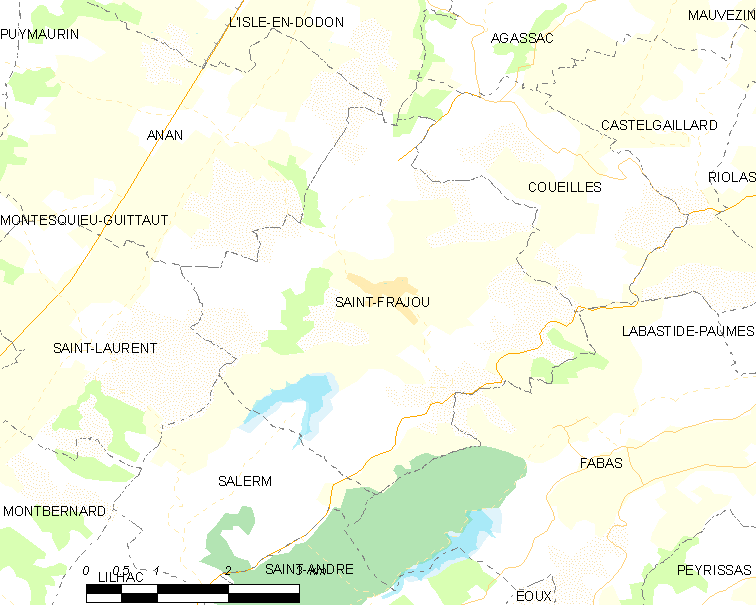
圣弗拉茹的OSM定位图

圣弗拉茹的时区为UTC+01:00、UTC+02:00（夏令时）。

## 行政
圣弗拉茹的邮政编码为31230，INSEE市镇编码为31482。

## 政治
圣弗拉茹所属的省级选区为卡泽尔县。

## 人口

1962-2008年间圣弗拉茹人口变化图示

圣弗拉茹于2022年1月1日时的人口数量为205人。